# جون ديفيس (قاضي)
جون ديفيس (بالإنجليزية: John Davis)‏ هو قاضي أمريكي، ولد في 16 سبتمبر 1851، وتوفي في 5 مايو 1902.